# Colpa Bélgica
Colpa Bélgica è un comune (municipio in spagnolo) della Bolivia nella provincia di Sara (dipartimento di Santa Cruz) con 6.259 abitanti (dato 2010). 

## Cantoni
Il comune formato dall'unico cantone omonimo suddiviso in 4 subcantoni.